# Påfågelkokett
Påfågelkokett (Lophornis pavoninus) är en fågel i familjen kolibrier.

## Utseende
Påfågelkoketten är en mycket liten kolibri med distinkt fjäderdräkt hos båda könen. Hanen har långa kindtofsar med svarta fläckar, medan honan är kraftigt streckad undertill. Båda har vitt band på övergumpen likt andra koketter. Jämfört med andra koketter i dess utbredningsområde är den mörkare och hittas på högre höjd.

## Utbredning och systematik
Påfågelkokett delas in i två underarter:
- L. p. pavoninus – förekommer på tepuis från sydöstra Venezuela till Guyana (Merumé Mountains)
- L. p. duidae – förekommer på tepuis i sydöstra Venezuela (berget Duida) och angränsande mindre tepuis

## Levnadssätt
Påfågelkoketter hittas i höglänta tepuier, i fuktiga skogar och buskmarker. Den lever av nektar genom att infiltrera större kolibriarters revir. Förmodligen tar den även små insekter. Fågeln ses ofta sittande på exponerade platser.

## Status och hot
Arten har ett stort utbredningsområde, men tros minska i antal, dock inte tillräckligt kraftigt för att den ska betraktas som hotad. Internationella naturvårdsunionen IUCN listar arten som livskraftig (LC).